# Archive Team
Archive Team is een groep die zich bezighoudt met digitale archivering die in 2009 mede werd opgericht door Jason Scott.
De primaire focus ligt op het kopiëren en bewaren van content die wordt gehost door kwetsbare onlinediensten. Enkele van haar projecten omvatten het gedeeltelijke en volledige behoud van diensten zoals GeoCities, Yahoo! Video, Google Video, Friendster, FortuneCity, TwitPic en SoundCloud. Archive Team archiveert ook regelmatig URL-verkortingsdiensten en wiki's. De door het team gearchiveerde inhoud wordt doorgaans beschikbaar gesteld via de Wayback Machine; dit is de aanbevolen manier om er toegang toe te krijgen.
Volgens Jason Scott is "Archive Team ontstaan uit woede en een gevoel van machteloosheid, het gevoel dat we bedrijven voor ons lieten beslissen wat zou overleven en wat zou sterven." Scott vervolgt: "Het is niet onze taak om uit te zoeken wat waardevol is, om uit te zoeken wat betekenisvol is. Wij werken op basis van drie deugden: woede, paranoia en kleptomanie".

## Warrior/Tracker-systeem

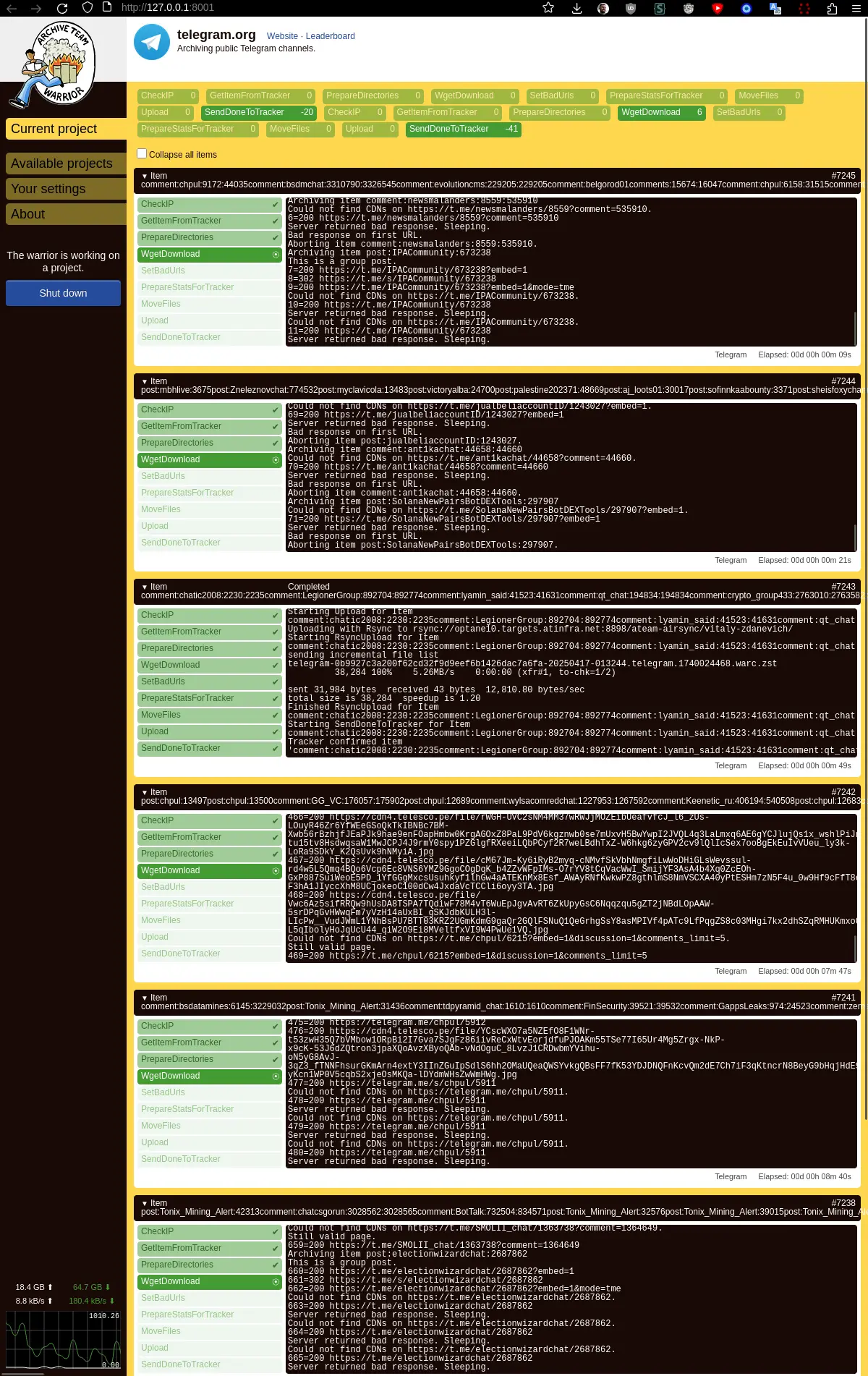
Scrapen van Telegram

Het Archiefteam bestaat uit een losse gemeenschap van onafhankelijke bijdragers/gebruikers.  Hun archiveringsproces maakt gebruik van een zogenoemde "Warrior", een virtuele machineomgeving. Mensen gebruiken de Warrior in hun desktopomgeving om content te downloaden zonder dat ze daarvoor technische kennis nodig hebben. Taken worden toegewezen door een centraal beheerde Tracker die coördineert met Warriors en items aan hen toewijst. De tracker houdt ook de uploadactiviteit van gebruikers in de gaten en toont een scorebord.

### Warrior-projecten
Er zijn verschillende langlopende Warrior-projecten:
- Imgur: De afbeeldingendienst Imgur heeft op 19 april 2023 de servicevoorwaarden bijgewerkt. Deze update richtte zich op het verwijderen van oude, ongebruikte en inactieve content die niet aan een gebruikersaccount is gekoppeld, samen met NSFW-content.
- Blogger: In mei 2023 kondigde Google aan dat inactieve accounts vanaf 1 december 2023 op hun platform, inclusief Blogger-blogs, zouden worden verwijderd.
- Reddit: het verbieden van communities die slechte PR genereren voor Reddit Inc. Het beperken van de toegang tot API's en data op 19 juni 2023.
- Russische invasie van Oekraïne: archivering van verschillende .ua-sites in de nasleep van de invasie van de Russische regering.
- Telegram: archiveren van openbare berichten in verschillende nieuwswaardige en/of anderszins opvallende Telegram-kanalen.
- GitHub: Toen GitHub in 2018 door Microsoft werd overgenomen, waren veel archivarissen en gebruikers bezorgd dat de site restrictiever zou worden. Dit project archiveert de UI-onderdelen van GitHub en de code van elke repository.
- Mediafire: Op 18-12-2020 meldden gebruikers dat ze e-mails van MediaFire begonnen te ontvangen waarin stond dat ze van plan waren om accounts als verlaten te classificeren als ze niet aan bepaalde criteria voldeden, te beginnen in januari.
- Uitbraak van het coronavirus: het documenteren en bewaren van gegevens, gebeurtenissen en de impact van COVID-19 op de samenleving.
- YouTube: metagegevens, miniaturen, opmerkingen en geselecteerde video's opslaan. Video's en kanalen moeten worden beperkt tot: kanalen die kunnen worden verwijderd omdat het bedrijf failliet is gegaan, de eigenaar van het kanaal is overleden, YouTube bepaalde content verbiedt, en kanalen die betrekking hebben op wereldgebeurtenissen en politiek.
- Wikiteam: Wiki-xml-dumps opslaan.
- Urlteam: URL-verkorters opslaan.
- URL's: archiveren van URL's uit verschillende bronnen.